# Betoningstecken
Ett betoningstecken är ett tecken som med internationella fonetiska alfabetets skrift tydliggör vilka stavelser som ska betonas i ett ord, eller vilket ord som ska betonas i en sats.

## Datateknik
I datorer lagras de två varianterna av betoningstecken med följande nummer:
| Unicode |   | Namn i Unicode                    |
| ------- | - | --------------------------------- |
| U+02CC  | ˌ | MODIFIER LETTER LOW VERTICAL LINE |
| U+02C8  | ˈ | MODIFIER LETTER VERTICAL LINE     |